# S Lacertae
S Lacertae är en pulserande variabel av Mira Ceti-typ (M) i stjärnbilden Ödlan.
Stjärnan varierar mellan visuell magnitud +7,6 och 13,9 med en period av 241,5 dygn.